# Melitta nigricans
Melitta nigricans là một loài ong trong họ Melittidae. Loài này được Alfken miêu tả khoa học đầu tiên năm 1905.